# Mujer
La mujer (del latín mulĭer, -ēris) o fémina (femĭna) es el ser humano de sexo femenino. Antes de la edad adulta se conoce como niña o adolescente.
Las mujeres son del sexo femenino y heredan un par de cromosomas X, uno de cada progenitor y las mujeres fértiles son capaces de quedarse embarazadas y dar a luz desde la pubertad hasta la menopausia. En términos más generales, la diferenciación sexual del feto femenino está regida por la falta de un gen SRY presente o funcional en cualquiera de los cromosomas sexuales respectivos. La anatomía femenina se distingue de la masculina por el sistema reproductor femenino, que incluye los ovarios, las trompas de Falopio, el útero, la vagina y la vulva. Una mujer adulta generalmente tiene una pelvis más ancha, caderas más anchas y senos más grandes que un hombre adulto. Estas características facilitan el parto y la lactancia. Las mujeres suelen tener menos vello facial y corporal, tienen una mayor composición de grasa corporal y, en promedio, son más bajas y menos musculosas que los hombres.
A lo largo de la historia de la humanidad, los roles de género tradicionales dentro de las sociedades patriarcales a menudo han definido y limitado las actividades y oportunidades de las mujeres, lo que ha dado lugar a la desigualdad de género. Muchas doctrinas religiosas y sistemas jurídicos estipulan ciertas reglas para las mujeres. Con la flexibilización de las restricciones durante el siglo XX en muchas sociedades, las mujeres han obtenido un mayor acceso a las carreras profesionales y la posibilidad de cursar estudios superiores. La violencia contra las mujeres, ya sea en las familias o comunidades, tiene una larga historia y es cometida principalmente por hombres. A algunas mujeres se les niegan los derechos reproductivos. Los movimientos e ideologías del feminismo tienen el objetivo común de lograr la igualdad de género.
A las mujeres transgénero se les asignó el sexo masculino al nacer y tienen una identidad de género femenina, mientras que las mujeres intersexuales tienen características sexuales que no encajan en las nociones típicas de la biología femenina.

## Biología

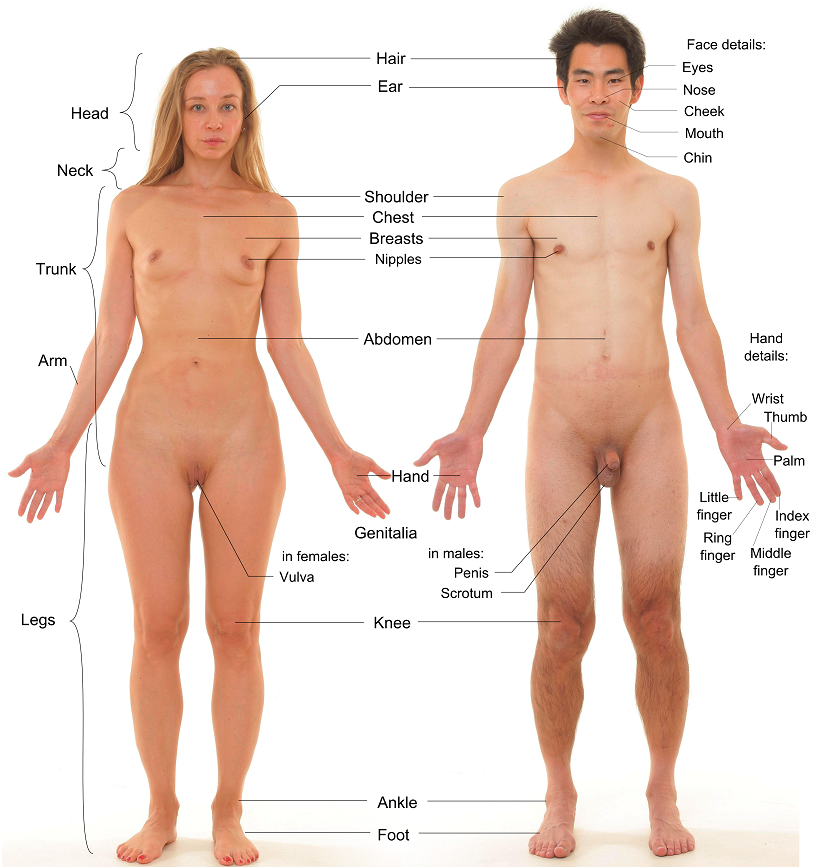
Fotografía de una mujer humana adulta con un hombre humano adulto para comparar. A ambos modelos se les ha quitado el vello púbico.

Los cuerpos masculino y femenino tienen algunas diferencias. Algunas diferencias, como los órganos sexuales externos, son visibles, mientras que otras, como la anatomía interna y las características genéticas, no son visibles.

### Características genéticas

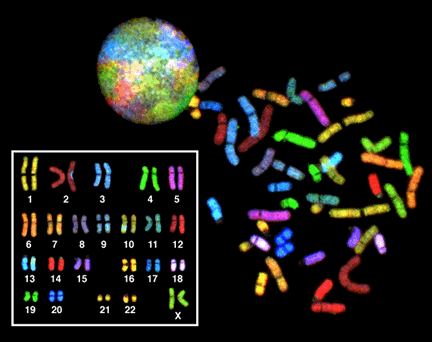
Cariotipo espectral de una mujer humana.

Por lo general, las células de las mujeres contienen dos cromosomas X, mientras que las células de los hombres tienen un cromosoma X y un cromosoma Y. Durante el desarrollo fetal temprano, todos los embriones tienen genitales fenotípicamente femeninos hasta la semana 6 o 7, cuando las gónadas de un embrión masculino se diferencian en testículos debido a la acción del gen SRY en el cromosoma Y. La diferenciación sexual se produce en las mujeres de una manera que es independiente de las hormonas gonadales.  Debido a que los humanos heredan ADN mitocondrial solo del óvulo de la madre, los investigadores genealógicos pueden rastrear el linaje materno mucho tiempo atrás.

### Características hormonales, menstruación y menopausia
La pubertad femenina desencadena cambios corporales que permiten la reproducción sexual a través de la fecundación. En respuesta a las señales químicas de la glándula pituitaria, los ovarios secretan hormonas que estimulan la maduración del cuerpo, incluido el aumento de estatura y peso, el crecimiento del vello corporal, el desarrollo de los senos y la menarquia.

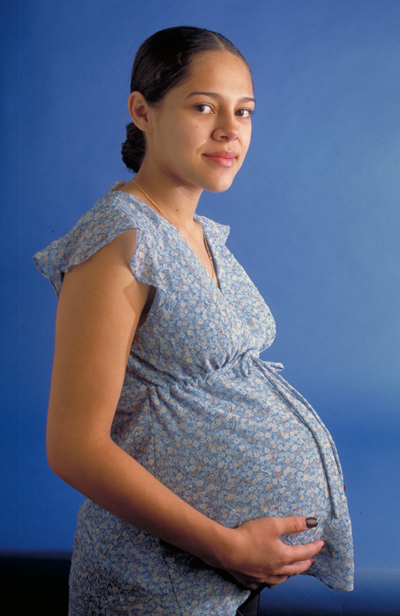
Una mujer embarazada.

La mayoría de las chicas tienen la menarquia entre los 12 y los 13 años, y entonces pueden quedarse embarazadas y tener hijos. El embarazo generalmente requiere la fertilización interna de los óvulos con espermatozoides, ya sea mediante relaciones sexuales o inseminación artificial, aunque la fertilización in vitro permite que la fertilización se produzca fuera del cuerpo humano. Los humanos son similares a otros grandes mamíferos en el sentido de que suelen dar a luz a una sola cría por embarazo, pero son inusuales en comparación con la mayoría de los otros grandes mamíferos por ser altriciales, lo que significa que las crías no están desarrolladas en el momento del nacimiento y requieren la ayuda de sus padres o tutores para madurar por completo. A veces, los humanos tienen partos múltiples, generalmente gemelos.
Por lo general, entre los 49 y los 52 años, una mujer llega a la menopausia, el momento en que los períodos menstruales cesan permanentemente, y ya no puede tener hijos. A diferencia de la mayoría de los demás mamíferos, la esperanza de vida humana suele extenderse muchos años después de la menopausia. Muchas mujeres se convierten en abuelas y contribuyen al cuidado de sus nietos y otros miembros de la familia. Muchos biólogos creen que la mayor esperanza de vida humana está impulsada evolutivamente por la selección de parentesco, aunque también se han propuesto otras teorías.

### Características morfológicas y fisiológicas

El aparato reproductor femenino.

En términos biológicos, los órganos sexuales femeninos están involucrados en el sistema reproductivo, mientras que las características sexuales secundarias están involucradas en la lactancia materna y la atracción de una pareja. Los humanos son mamíferos placentarios, lo que significa que la madre lleva al feto en el útero y la placenta facilita el intercambio de nutrientes y desechos entre la madre y el feto.

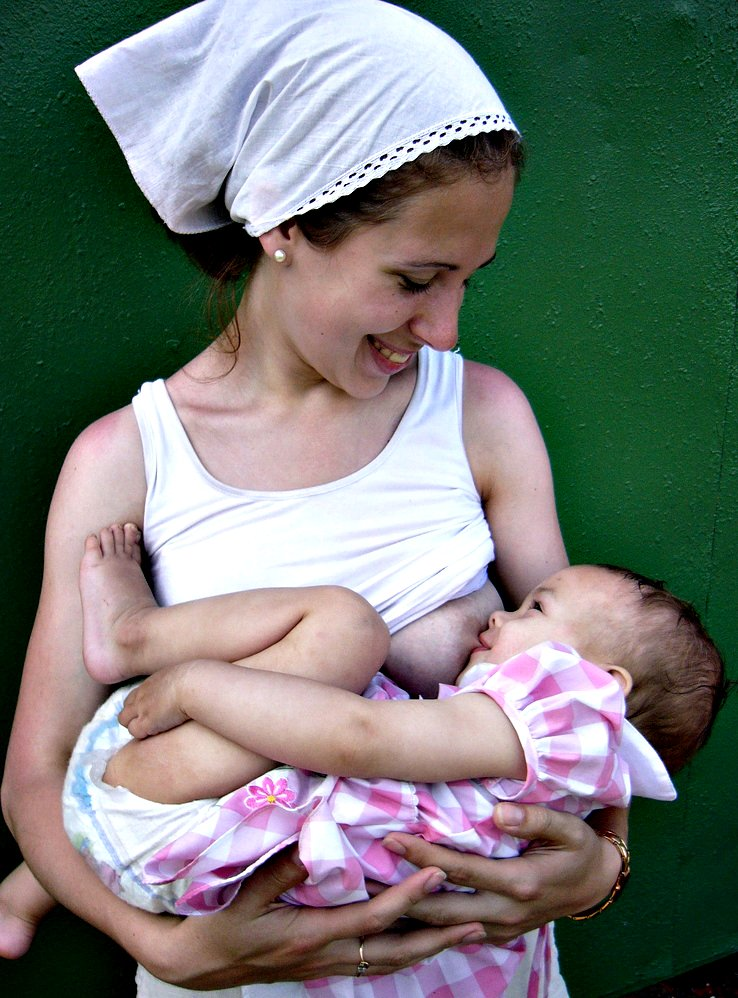
Una madre amamantando a su bebé.

Los genitales internos femeninos están compuestos por los ovarios, que son gónadas que producen los gametos femeninos llamados óvulos; las trompas de Falopio, estructuras tubulares que conectan los ovarios y el útero; el útero, un órgano con tejido para proteger y nutrir al feto en desarrollo; el cuello uterino, que conecta el útero y la vagina; las glándulas accesorias (glándulas de Bartholin y glándulas de Skene), que son un par de glándulas que ayudan a la lubricación durante el acto sexual; y la vagina, un órgano utilizado tanto en la copulación como en el parto.
La vulva (genitales externos femeninos) consiste en el clítoris, los labios mayores, los labios menores y el vestíbulo. El vestíbulo es donde se encuentran las aberturas vaginales y uretrales.
Se ha hipotetizado que las glándulas mamarias evolucionaron a partir de glándulas similares a las apocrinas para producir leche. En mujeres maduras, el seno es generalmente más prominente que en la mayoría de los otros mamíferos; se piensa que esta prominencia, que no es necesaria para la producción de leche, es al menos parcialmente el resultado de la selección sexual.
Los estrógenos, que son las hormonas sexuales femeninas primarias, tienen un impacto significativo en la forma del cuerpo de una mujer. Se producen tanto en hombres como en mujeres, pero sus niveles son significativamente más altos en mujeres, especialmente en aquellas en edad reproductiva. Además de otras funciones, los estrógenos promueven el desarrollo de las características sexuales secundarias femeninas, como los senos y las caderas. Como resultado de los estrógenos, durante la pubertad, las niñas desarrollan senos y sus caderas se ensanchan. En oposición al estrógeno, la presencia de testosterona en una mujer pubescente inhibe el desarrollo de los senos y promueve el desarrollo de músculo y vello facial.

### Mujeres intersexuales
Las mujeres intersexuales tienen una condición intersexual, generalmente definida como las nacidas con genitales ambiguos. A la mayoría de las personas con genitales ambiguos se les asigna mujeres al nacer, y muchas mujeres intersexuales se identifican como cisgénero. Las prácticas médicas utilizadas para asignar una designación femenina binaria a los jóvenes intersexuales a menudo son controvertidas. Algunas condiciones intersexuales están vinculadas a las tasas típicas de identidad de género femenino, mientras que otras muestran tasas significativamente más altas de identificación como LGBT en comparación con la población general.

## Reproducción, esfuerzo reproductivo y demografía

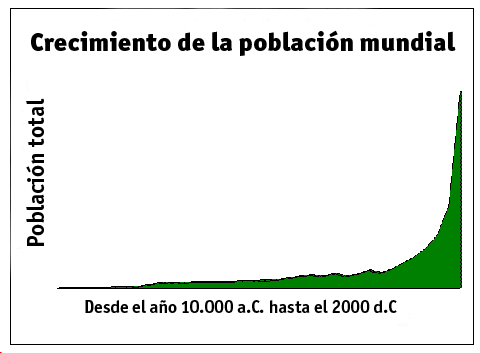
Transición demográfica y Segunda transición demográfica: la población mundial ha crecido lentamente a lo largo de la historia, pero este crecimiento se ha acelerado en los últimos 200 años. En las sociedades más desarrolladas se ha producido además una revolución reproductiva: alta supervivencia debida a bajas tasas de mortalidad (por mejoras en la alimentación y sanitarias) y bajas tasas de natalidad (por la generalización de los métodos anticonceptivos). Cuando este último fenómeno se produce y la eficiencia reproductiva es un hecho, la mujer se ve liberada de buena parte del esfuerzo reproductivo que tradicionalmente había desempeñado haciendo posible su incorporación plena a la sociedad.

La mujer ha realizado y realiza el esfuerzo de trabajo reproductivo que permite la supervivencia de individuos y sociedades. A lo largo de la historia y hasta fechas recientes, con el objeto de garantizar la supervivencia social y en un contexto de altísima mortalidad (tanto en tasa bruta de mortalidad como en mortalidad infantil), ha sido necesario mantener una muy alta natalidad (tanto en la tasa bruta de natalidad como en la tasa de fecundidad) para garantizar un reemplazo suficiente de las poblaciones.
La mejora en la alimentación, la generalización de la higiene, la sanidad y la difusión de medicamentos han sido decisivos para el fuerte crecimiento de la población mundial que ha pasado de los casi 1000 millones en el año 1800 a más de 6000 millones en el año 2000 y a 7000 millones a finales de 2011.
La necesidad de una alta reproducción ha dejado de ser uno de los tradicionales problemas de las sociedades -y por supuesto del mundo en su conjunto- para incluso convertirse, para algunos autores de corte neomalthusiano, como Paul R. Ehrlich, en un nuevo problema, la superpoblación.
La reducción de la tasa bruta de mortalidad es característica de la denominada transición demográfica así como una fuerte reducción de las tasa de natalidad es característica de la segunda transición demográfica junto con cambios sociológicos que afectan básicamente al papel tradicional de la mujer.
Los avances y difusión de los métodos anticonceptivos junto con la reducción de la presión social sobre la mujer para mantener la población -al alcanzarse una alta supervivencia de las poblaciones- permiten que se produzca lo que los autores John MacInnes y Julio Pérez Díaz denominan revolución reproductiva. El esfuerzo reproductivo se reduce, la supervivencia de los individuos -la baja mortalidad- permite entonces reducir sustancialmente el número de hijos. En las sociedades modernas se da una alta eficiencia reproductiva que libera a la mujer de buena parte del trabajo que desarrollaba tradicionalmente y la permite incorporarse al mercado de trabajo modificándose sustancialmente las relaciones sociales antes establecidas y advirtiéndose cambios sustanciales: declive del trabajo reproductivo (fundamentalmente en la mujer), derrumbamiento del patriarcado, privatización de la sexualidad y reducción del control social sobre la sexualidad; desaparición de la punibilidad de las relaciones sexuales no reproductivas; alto control sobre la procreación con el uso de métodos anticonceptivos y apoyo intergeneracional muy amplio a hijos y nietos, reforzamiento de los lazos familiares profundos; aumento de los años vividos o madurez de masas; centralidad de la familia y reforzamiento de los lazos e importancia de la misma.

## Evolución histórica, cultura, antropología e historia cultural

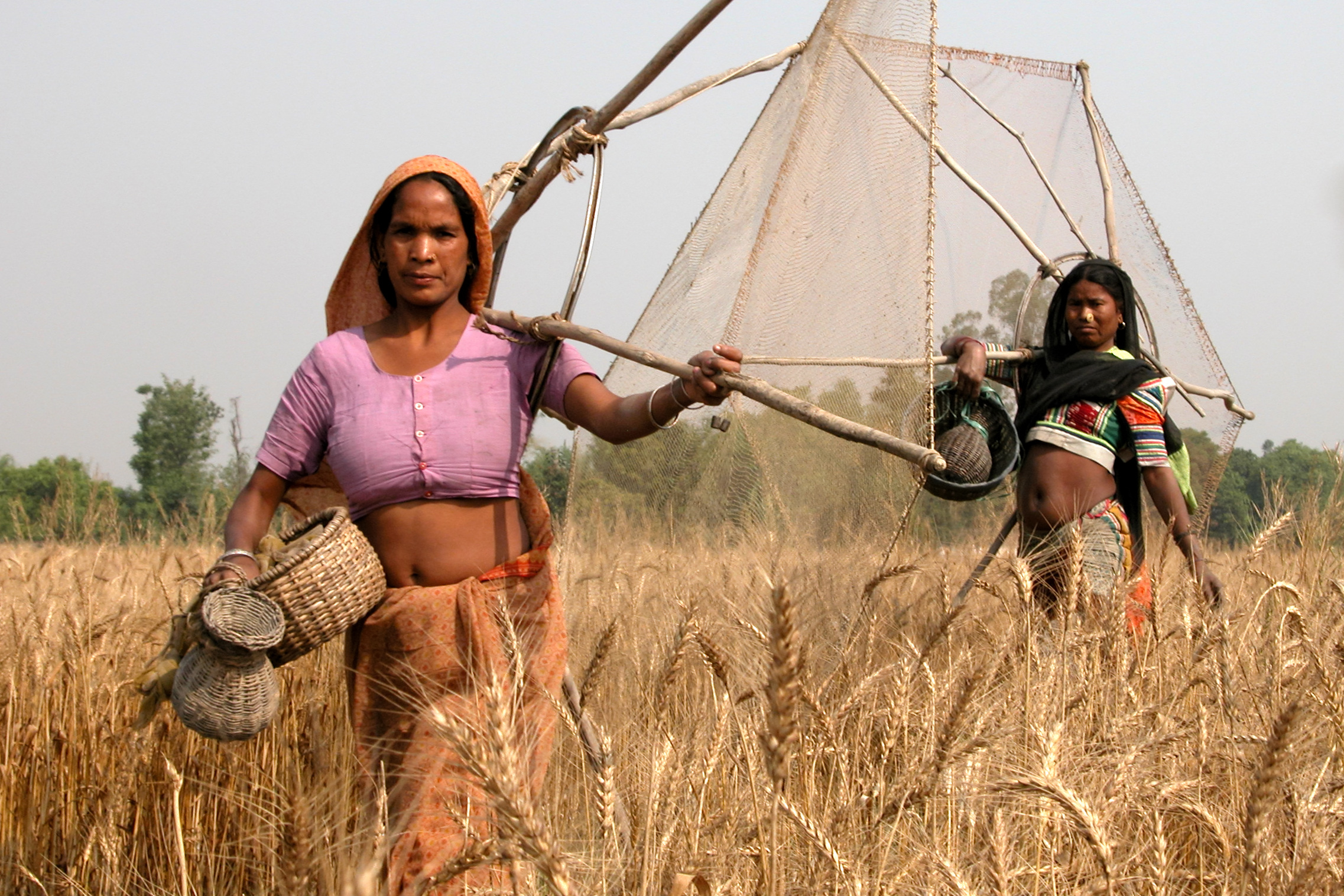
Las mujeres 'Rana Tharu' salen a pescar en el suroeste de Nepal.

### Prehistoria
Aunque existe gran diversidad, dependiendo del tipo de sociedad matrilineal, patrilineal, cazadores recolectores, agrícola filiación, suele decirse que desde la prehistoria, las mujeres han asumido un papel cultural particular normalmente diferenciado y muchas sociedades documentadas han conocido la división sexual del trabajo, por el cual las tareas necesarias para la subsistencia eran asignadas en función del sexo de la persona. En sociedades de caza y recolección, las féminas casi siempre eran las que recogían los productos vegetales, mientras que los varones suministraban la carne mediante la caza de animales. Esta generalización está cada vez más cuestionada ya que aparecen pruebas de mujeres cazadoras. Suele considerarse que a causa de su conocimiento profundo de la flora, la mayor parte de los antropólogos creen que fueron las mujeres quiénes condujeron las sociedades antiguas hacia el Neolítico y se convirtieron en las primeras agricultoras. De hecho, los datos de muchas sociedades recolectoras modernas han mostrado que la mayor parte de las calorías ingeridas provienen de la recolección realizada por las mujeres. La división sexual del trabajo así como la desigualdad de las mujeres son consecuencia de estrategias reproductivas que permitían controlar la población de dichas sociedades.

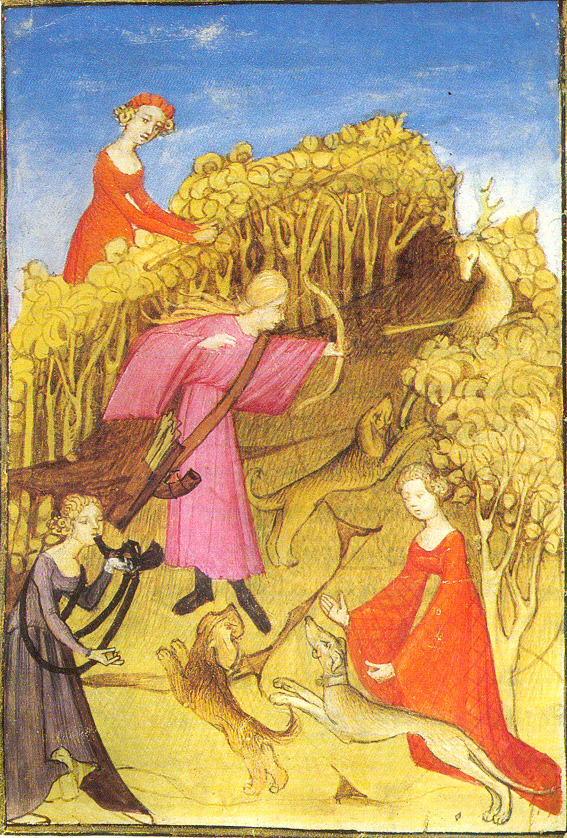
Caza medieval: la mujer del centro dispara con un arco y una flecha, la dama de la izquierda utiliza una vara para conducir la caza hacia la cazadora. Representación de 'Diana cazadora': miniatura de la Epístola de Othea de Christine de Pisan.

### Antigüedad y Edad Media en el Mediterráneo y Europa
En la antigüedad clásica, tanto griegos como romanos documentaron ampliamente que muchos otros pueblos mediterráneos y europeos de hecho no eran patriarcados. En muchos pueblos existía una organización matrilineal, esto está documentado en varias sociedades protohistóricas de Europa. Existen abundantes elementos para pensar que originalmente entre los lidios, etruscos, astures, minoicos y algunos pueblos germanos las féminas tenían un papel mucho más preponderante que en la sociedad griega y romana. Igualmente en la antigua Persia las mujeres tenían un papel social más preponderante que las mujeres romanas. La situación en otras partes del planeta está menos clara.
En la Edad Media europea, los autores masculinos, pertenecientes a una estirpe, religiosos, tratadistas laicos y sobre todo, predicadores, hablaron de las condiciones y conductas que les exigían a las niñas, a las jóvenes y a las mayores. La conducta femenina fue pautada para cada momento y situación de la vida. Casi siempre la edad corresponde a un estado civil determinado y a una función de acuerdo a ella. Tal es así que la mujer se representaba en la imagen de la novia, la prometida, la casada, la viuda, es decir, siempre ligada inexorablemente a un varón que debía responsabilizarse de ella y su conducta. El papel más importante atribuido a la mujer era el de esposa y madre.
En 1942, durante la Segunda Guerra Mundial, una trabajadora labra piezas en un torno revólver para aviones en la fábrica de Consolidated Aircraft Corporation en Fort Worth, Texas, Estados Unidos. La incorporación de la mujer a trabajos tradicionalmente masculinos durante la Primera y Segunda Guerra Mundial la ausencia de varones que estaban en el frente fue un factor decisivo para la incorporación plena de la mujer al mercado de trabajo.

### Edad Moderna y contemporánea en Europa
En la historia reciente, las funciones de las mujeres han cambiado enormemente. La burguesía trajo consigo una nueva concepción de la familia donde la mujer desempeñaba un papel restringido al hogar. Hasta entonces la fémina había participado, aunque de modo distinto al varón, en tareas de aprovisionamiento y trabajo para la supervivencia familiar fuera del domicilio u hogar. Las funciones sociales tradicionales de las mujeres de la clase media consistían en las tareas domésticas, acentuando el cuidado de niños, y no solían acceder a un puesto de trabajo remunerado. Para las mujeres más pobres, sobre todo entre las clases obreras, esta situación era a veces un objetivo, ya que la necesidad económica las ha obligado durante mucho tiempo a buscar un empleo fuera de casa, aunque las ocupaciones en que se empleaban tradicionalmente las mujeres de clase obrera eran inferiores en prestigio y salario que aquellas que llevaban a cabo los varones. Finalmente, el liberar a las mujeres de la necesidad de un trabajo remunerado se convirtió en una señal de riqueza y prestigio familiar, mientras que la presencia de mujeres trabajadoras en una casa denotaba a una familia de clase inferior.
La mujer española durante la conquista de América, viajaba con su esposo o si no, llegaba lo más pronto posible a su localización. Para el varón, estar casado era un beneficio; se respetaba a los varones casados con hijos. Igualmente para la mujer era un beneficio, especialmente si estaba con un varón de alto título, así poseía riquezas y poder. Cuando los conquistadores iban a misiones, las que se encargaban de mantener las «cosas corriendo» en los territorios conquistados eran las mujeres españolas. Estas féminas aportaron grandemente al proceso de la conquista de América.
En el siglo XIX ocurre una transformación en los ámbitos social, político y económico. En esta etapa se movilizaron mujeres feministas en pos del igualitarismo y la igualdad de género (sufragio femenino, derechos de propiedad, divorcio) y la emancipación de la mujer. Las mujeres en países de primer mundo se incorporaron al mundo laboral, sobre todo durante y después de la Primera y Segunda Guerra Mundial.
En 1910 se proclamó y celebró por primera vez el Día Internacional de la Mujer. En 1975, la ONU celebró el Año Internacional de la Mujer mediante la Resolución 3010 de la Asamblea General de las Naciones Unidas. En 1979, se aprobó la 'Eliminación de todas las formas de Discriminación contra la Mujer'. Este evento, aprobado por la Asamblea de Naciones Unidas, fue un logro para las mujeres quienes lucharon por sus derechos en la sociedad. La mujer a través de la historia ha tenido que combatir muchos problemas. Con los siglos los derechos, roles y estereotipos de las mujeres han evolucionado; desde la Edad Media hasta el Siglo XXI. Los derechos humanos de la mujer, define la discriminación contra la mujer como "toda distinción, exclusión o restricción basada en el sexo.

### Otras regiones
Las mujeres amerindias y africanas, se consideraban mujeres guerreras y ayudantes en el periodo de conquista. Los conquistadores españoles se enfrentaban a estas mujeres poderosas durante sus invasiones. No retrocedían al momento de batallar a los europeos contra sus armas. Al contrario, la estrategia de los europeos fue utilizar a las féminas españolas para controlar las sociedades autóctonas y a la misma vez empezar la transmisión cultural. El pensar era que los varones guerreros no iban a rebelarse estando mujeres y niños presentes. 

Un descubrimiento importante de la antropología moderna fue que fuera de Europa las sociedades no siempre eran patriarcales. Así los antropólogos descubrieron durante el siglo XIX y XX, centenares de sociedades matrilineales en las que las mujeres tenían un papel mucho más destacado, que el de las mujeres de Europa y sus colonias en América. De hecho un número significativo de las sociedades humanas podrían haber sido matrilineales y no patrilineales como la mayor parte de sociedades históricas europeas. Un análisis contenido en el Ethnographic Atlas (1967) de George P. Murdock sobre 752 sociedades históricamente documentadas dio los siguientes datos:
| Relación entre residencia posmarital y filiación | Relación entre residencia posmarital y filiación | Relación entre residencia posmarital y filiación | Relación entre residencia posmarital y filiación | Relación entre residencia posmarital y filiación | Relación entre residencia posmarital y filiación |
| Tipo de filiación                                | Matrilocal                                       | Avunculocal                                      | Patrilocal                                       | Otras                                            | Total                                            |
| ------------------------------------------------ | ------------------------------------------------ | ------------------------------------------------ | ------------------------------------------------ | ------------------------------------------------ | ------------------------------------------------ |
| Patrilineal                                      | 1 (0,13 %)                                       | 0                                                | 563 (74,87 %)                                    | 25 (3,32 %)                                      | 589 (78,32 %)                                    |
| Matrilineal                                      | 53 (7,05 %)                                      | 62 (8,24 %)                                      | 30 (3,99 %)                                      | 19 (2,52 %)                                      | 164 (21,68 %)                                    |
| Total                                            | 54 (7,18 %)                                      | 62 (8,24 %)                                      | 593 (78,86 %)                                    | 44 (5,84 %)                                      | 753 (100 %)                                      |

En los datos de Murdock, se observa que algo más de una quinta parte de las sociedades tienen un régimen de filiación matrilineal, en el que los individuos reciben el nombre familiar, la herencia y el prestigio de su rama materna. De acuerdo a centenares de descripciones antropológicas, queda claro que, en general, en las sociedades matrilineales las mujeres tienen un estatus social más alto que en sociedades patrilineales. Aunque no puede decirse que las sociedades matrilineales sean matriarcados, ya que aunque la mayor parte del poder económico y familiar está en manos de las mujeres, en estas sociedades matrilineales muchas de las más altas responsabilidades políticas y legislativas están en manos de ambos sexos.

## Feminismo

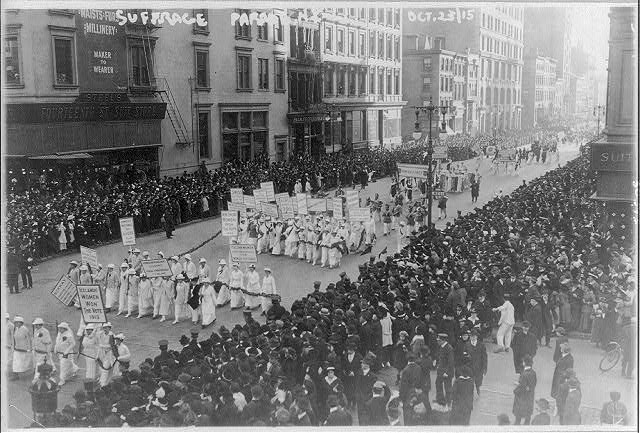
Marcha de veinte mil mujeres en demanda del sufragio femenino en Nueva York, 23 de octubre de 1915.

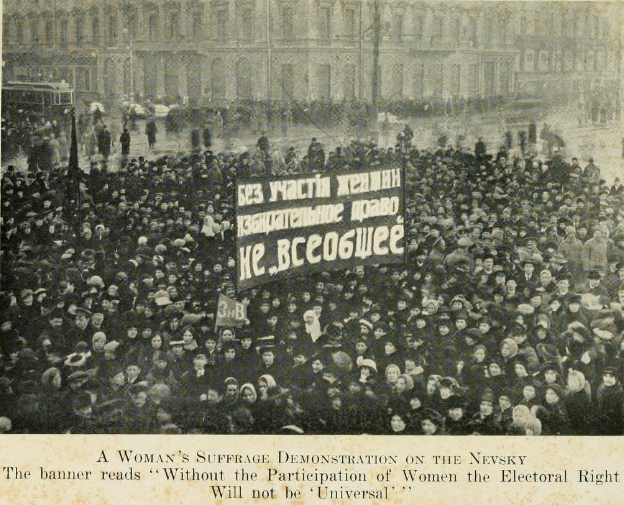
Una manifestación de 1917 en Petrogrado por el sufragio femenino. La pancarta en ruso dice: "¡Sin la participación de las mujeres, las elecciones no son universales!".

El movimiento feminista ha perseguido el reconocimiento de la igualdad de oportunidades y la igualdad de derechos entre mujeres y hombres. Como movimiento político coherente y organizado colectivamente, el feminismo arranca en las sociedades europeas del siglo XIX. Durante el siglo XX, el feminismo ha crecido notoriamente en todo el mundo, primero en América y más tarde también Oceanía, Asia y África.
Factores asociados al modo de producción como la división sexual del trabajo, además de factores históricos, en combinación con las costumbres y las tradiciones sociales y religiosas condicionaron fuertemente que especialmente en las sociedades europeas de la Antigüedad, la Edad Media y Moderna, el patriarcado fuera la forma de organización social dominante, en la que los hombres tenían un papel muy preponderante, especialmente en los asuntos públicos. Las revoluciones burguesas y proletarias de los siglos XIX y XX, ayudaron a que las tesis de los movimientos feministas tuvieran reflejo y amparo en las legislaciones de la mayor parte de estados modernos.
Actualmente, en la mayor parte de estados, debido a los cambios económicos, el apoyo del poder económico y las reivindicaciones del movimiento feminista y otros movimientos de derechos humanos, las mujeres tienen acceso a carreras profesionales y trabajos similares a los de los hombres en la mayor parte de las sociedades. En muchas sociedades modernas las mujeres tienen igualdad jurídica plena tanto en el ámbito laboral como en el familiar, pudiendo ser cabezas de familia, detentar cargos altos tanto en política como en grandes empresas. Así que se podría decir que las condiciones de las mujeres han mejorado.
Algunas corrientes feministas cambian constantemente el significado de la palabra «mujer», entendiéndose que la categoría mujer está estrechamente vinculada a la expresión de genitalidad, por lo que frecuentemente se presupone que mujer es aquella cuya expresión gonádica es igual a XX. Esta articulación discursiva se soporta sobre fundamentos biológicos y esencialistas. La naturalización del concepto impide su cuestionamiento, dogmatizándolo. Sin embargo, desde diferentes corrientes feministas, esto ha sido criticado. El rol sexual y el ejercicio de la sexualidad son en sí mismo, construcciones socioculturales motivadas por un mecanismo de control social, y de una reproducción de las estructuras de poder. Además, la categoría mujer se conceptualiza en tanto que opuesta a la categoría hombre, formando así un binomio, mutuamente excluyente, a partir del cual se articula la distinción de sexo (femenino - masculino, respectivamente). En esta situación existe opresión social cuando las personas no reproducen los esquemas preestablecidos de acuerdo a lo esperado, limitando la diversidad sexual, omitiendo y dejando al margen situaciones tales como la transexualidad y la intersexualidad.

### Sufragio femenino

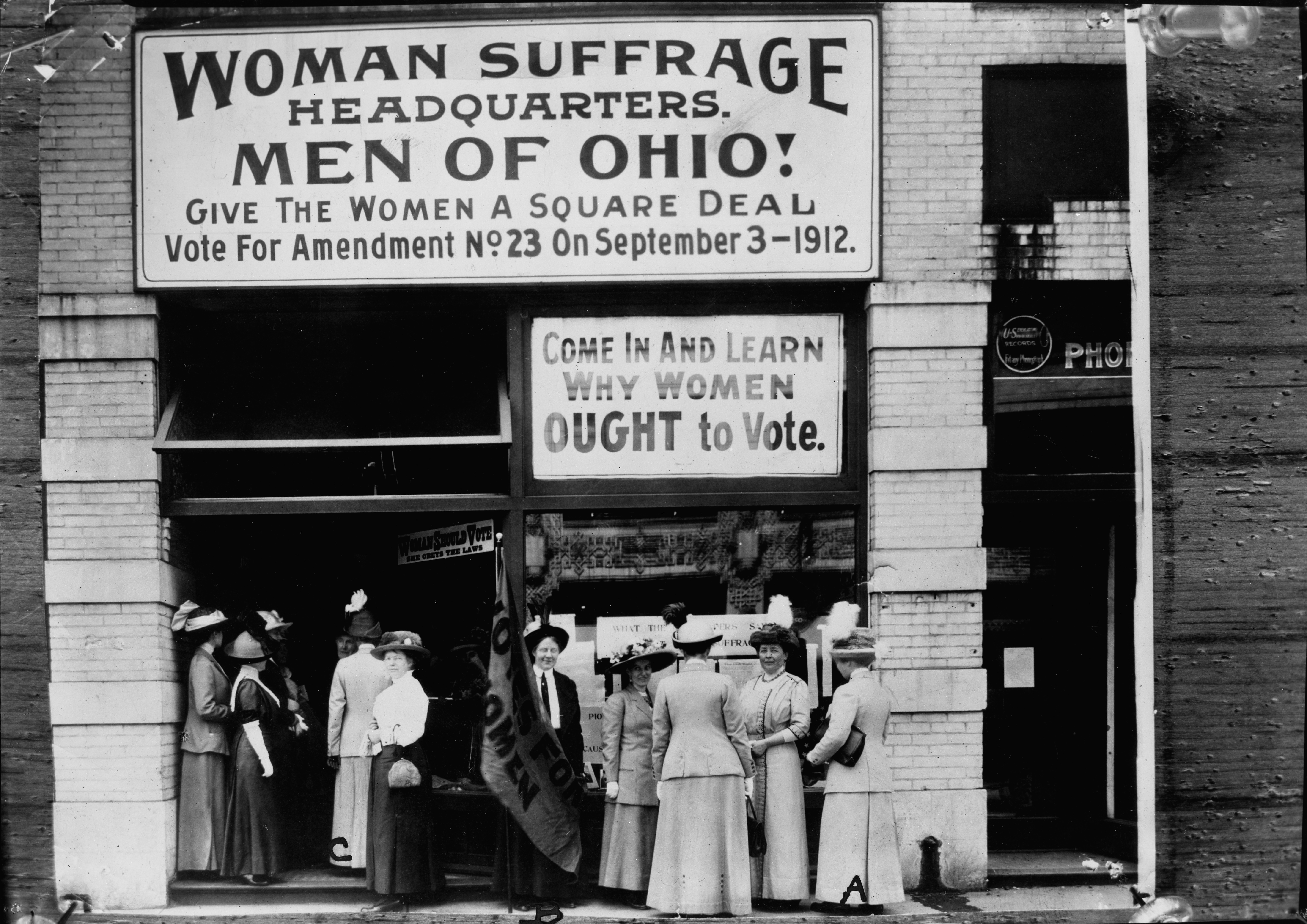
Oficina de mujeres sufragistas (Woman Suffrage Headquarters), Cleveland, 1912

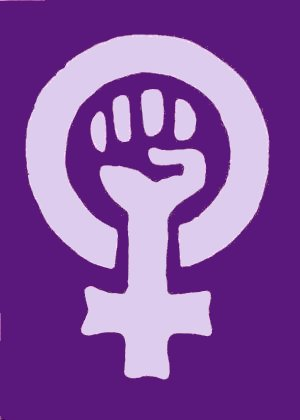
Uno de los símbolos del movimiento feminista alemán, a partir de la década de 1970.

El sufragio femenino ha sido garantizado y revocado, varias veces en varios países del mundo. En muchos países, el sufragio femenino se ha garantizado antes que el sufragio universal; así, una vez concedido este, a mujeres y varones de ciertas razas, aún se les seguía negando el derecho a votar.
El primer sufragio femenino, con las mismas características propias que el masculino, se garantizó en Nueva Jersey en 1776, aunque rescindió en 1807. Pitcairn garantizó el sufragio femenino en 1838. Varios países y Estados garantizaron un sufragio femenino restringido en la segunda mitad del siglo XIX, empezando por Australia del Sur en 1861. El primer sufragio femenino sin restringir, en lo que a derecho a votar se refiere, ya que a las mujeres no se les permitía presentarse a elecciones, se garantizó en Nueva Zelanda en 1893.
La primera fémina en ejercer formalmente el derecho al voto político en América Latina fue Matilde Hidalgo de Procel en 1924, en la ciudad de Loja, convirtiendo al Ecuador en el primero de la región que permitió el voto femenino. Sin embargo no se descarta anteriores brotes de lucha por la participación de la mujer en la política. Seguramente Matilde Hidalgo de Prócel, quien además sería la primera mujer en recibirse de una carrera universitaria y doctorarse en medicina en el Ecuador, abrazaría la influencia de un importante movimiento femenino chileno por el derecho al sufragio que "apoyándose en la resolución del ministro Zenteno, se inscribió para votar por Benjamín Vicuña Mackenna en las elecciones presidenciales de 1876. Al calor de la campaña antioligárquica de este candidato, las mujeres reclamaron el derecho a sufragio y, a pesar de la negativa de las autoridades, alcanzaron a inscribirse en La Serena".

## Educación y emancipación
El derecho a la educación y la educación universal supone la educación integral de la mujer en condiciones de igualdad y por tanto el acceso general a la educación primaria y la educación secundaria así como las condiciones socioeconómicas o ayudas estatales que permitan el acceso a la educación superior y la formación profesional de las niñas jóvenes y mujeres. La educación de la mujer se considera una de las condiciones básicas para lograr una efectiva emancipación de la mujer, junto con otros derechos legales que garanticen la plena igualdad de género con los hombres.

## Derechos legales de las mujeres en la historia

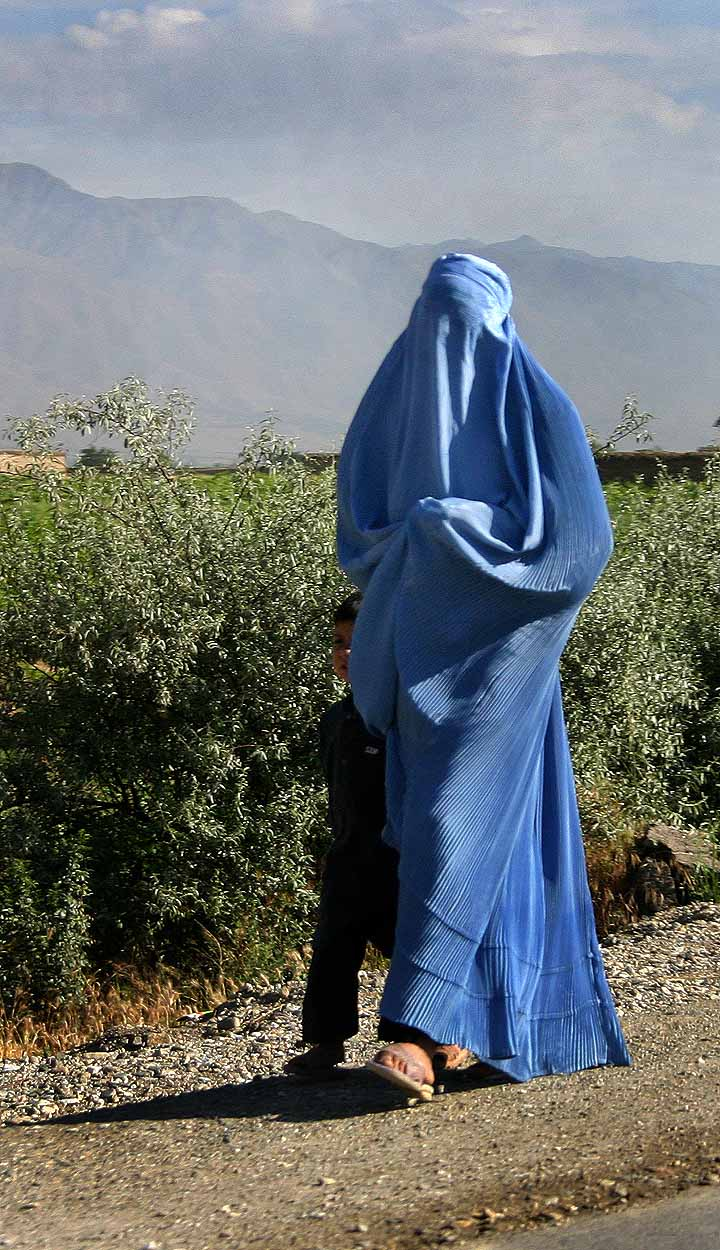
Mujer musulmana afgana con velo integral o burka. A diferencia del velo, el burka está prohibido en algunos países islámicos como Kuwait e Irán. En el año 2021 Suiza aprobó, mediante referéndum, la ley que prohíbe que las mujeres utilicen públicamente el velo integral o el burka.

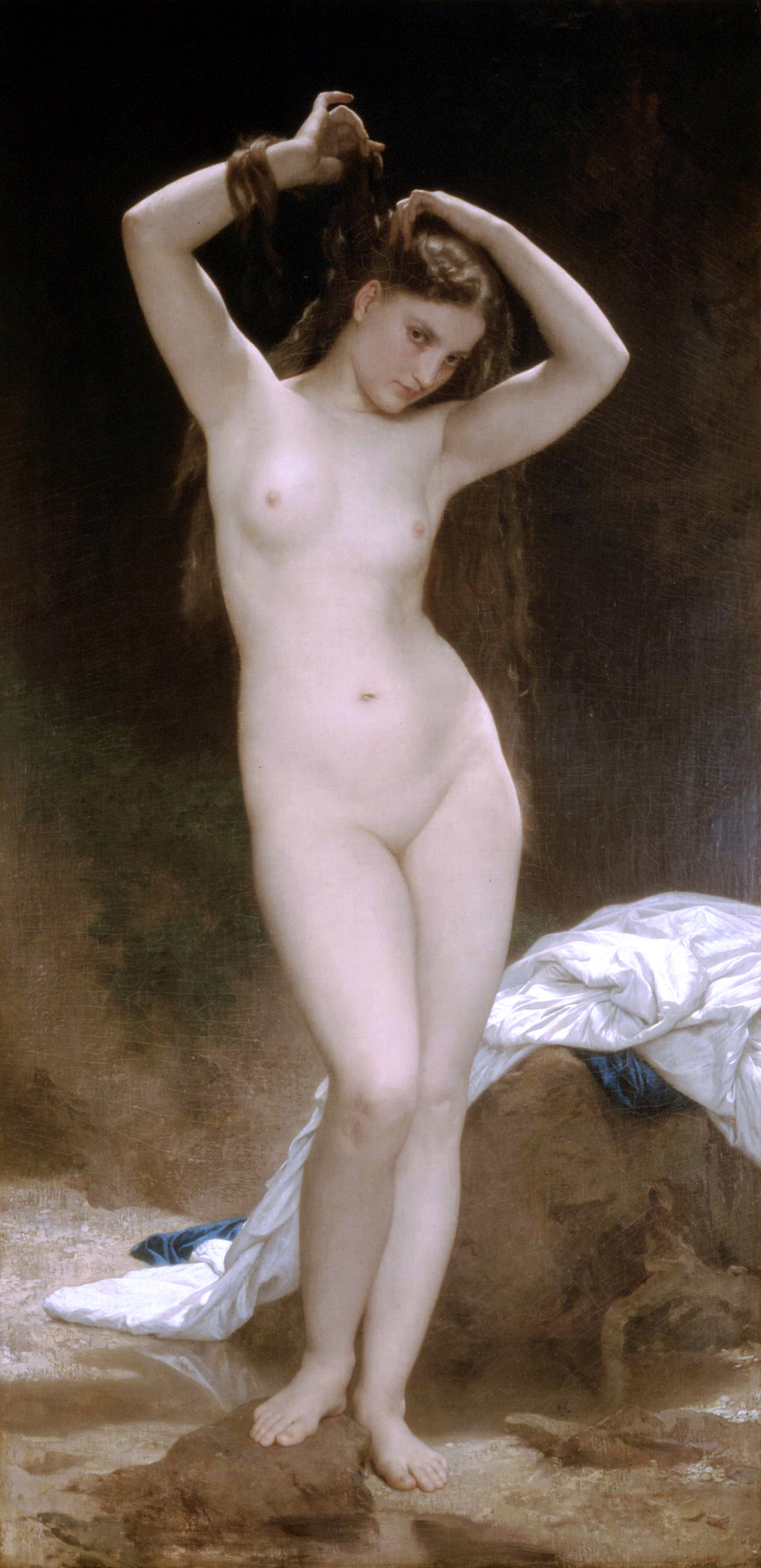
La bañista, pintura de William Bouguereau, 1870. La representación de la mujer a lo largo de la historia permite apreciar el rol social que ocupaba en cada época y el ideal de mujer para el 'ojo del hombre'. En 1870, la tradición seguía considerando la belleza como atributo de la verdadera mujer, asociada a la desnudez y la sensualidad. Esta imagen es opuesta a la nueva mujer de la segunda mitad del de los movimientos sufragistas y que reclamaba la emancipación de la mujer.

A lo largo de la historia, en la mayoría de las culturas, las mujeres han sido sometidas a estructuras patriarcales que les han negado derechos reconocidos a los varones.

### Inicios infructuosos - Revolución francesa de 1789
La Declaración de los Derechos de la Mujer y de la Ciudadana fue un texto redactado en 1791 por Olympe de Gouges parafraseando la Declaración de Derechos del Hombre y del Ciudadano del 26 de agosto de 1789, el texto fundamental de la revolución francesa. Es uno de los primeros documentos históricos que propone la emancipación femenina en el sentido de la igualdad de derechos o la equiparación jurídica y legal de las mujeres en relación con los varones.

### La mujer y la ley
En algunos países la mujer ha tardado muchos siglos en conseguir igualdad, aunque solo sea teórica, ante la ley. Y aun cuando la ley hable de igualdad, suele haber un gran abismo entre la teoría y la práctica.
La publicación de las Naciones Unidas titulada The World’s Women—1970-1990 dice:

“Esta brecha [en la política gubernamental] ha quedado recogida en gran parte en las leyes que niegan a la mujer la igualdad con el varón en lo que respecta a sus derechos de tenencia de tierras, solicitud de préstamos y firma de contratos”.

Una mujer de Uganda declaró:
“Seguimos siendo ciudadanas de segunda clase... o de tercera clase más bien, pues nuestros hijos varones van delante nuestro. Hasta los burros y los tractores reciben a veces mejor trato”.
El libro Men and Women, editado por Time-Life, dice:

“En 1920, la Decimonovena Enmienda de la Constitución de Estados Unidos garantizó a las mujeres el derecho al voto, mucho después que en bastantes países europeos. Pero en el Reino Unido no se les concedió ese privilegio hasta el año 1928 ...”.

Como protesta por la injusticia política a la que se sometía a las mujeres, Emily Wilding Davison, sufragista británica, se echó delante del caballo del rey en el derby de 1913, y perdió la vida. Se convirtió en una mártir en la causa de la igualdad de derechos para la mujer.
El propio hecho de que en fechas tan tardías como el año 1990 el senado de Estados Unidos promulgase el decreto Violence Against Women Act, indica que las legislaturas dominadas por el varón han sido lentas a la hora de responder a las necesidades de la mujer.